# Mireia Clemente
Mireia Clemente (Gerona, España, 31 de julio de 1987) es una joven esquiadora española que ha destacado en categorías inferiores, y que ya ha llegado a disputar alguna prueba en la Copa Mundial de Esquí Alpino.
Su debut en la Copa Mundial de Esquí Alpino fue el 27 de febrero de 2007 en el Eslalon de Sierra Nevada donde no acabó la prueba. El 14 de diciembre de 2008 consiguió acabar la 1.ª manga del Eslalon de La Molina.
En categorías inferiores ha logrado varias victorias y podios tanto en Gigante, Super Gigante y Eslalon, mostrando una gran polivalencia, destacando sobre todo en el Eslalon.
Ha sido siete veces podio en los Campeonatos de España, 2.ª en el Eslalon de 2006 y en el Super Gigante de 2006 y 3.ª en cinco ocasiones entre Eslalon y Eslalon Gigante. Además, ha sido tres veces Campeona de España Junior, dos en Eslalon (2005 y 2006) y una en Super Gigante (2006). También ha participado en dos Mundiales. En categoría Junior ha disputado a su vez 3 Mundiales logrando como mejor resultado un 33.er puesto en el Eslalon de 2006.
En la Copa del Mundo, su mejor resultado fue acabar 48.ª la primera manga del Eslalon de La Molina, el 14 de diciembre de 2008 (no se clasificó para la 2.ª manga).

## Palmarés

### Juegos Olímpicos
- 0 Participaciones (0 pruebas)
- Mejor resultado: No ha participado en ningunos

### Mundiales
- 2 Participaciones (4 pruebas)
- Mejor resultado: No acabó ni el Eslalon Gigante ni el Eslalon en Are 2007 ni en Val d´Isere 2009

### Copa del Mundo
- 2 Participaciones (2 pruebas)
- Mejor clasificación General: No puntuó en ninguna
- Mejor clasificación General Especialidad: No puntuó en ninguna